# Coumba Cissé
Coumba Cissé (Dakar, 21 agosto 1975) è un'ex cestista senegalese.

## Carriera
Con il Senegal ha disputato i Giochi olimpici di Sydney 2000.